# Taipalsaari
Taipalsaari est une municipalité du sud-est de la Finlande. La commune se trouve dans la province de Finlande méridionale et la région de Carélie du Sud.

## Géographie
Au pays des mille lacs, Taipalsaari remporte un classement significatif: c'est la commune dont la part occupée par les lacs est la plus importante, avec 55 % de la superficie totale. Les lacs, ou plutôt le lac, tant le grand Saimaa est ici omniprésent, ne laissant émerger de ses eaux bleues qu'un réseau complexe d'eskers, moraines et îles (plus de 700 en tout). La commune totalise 1 008 km de rives lacustres, et compte pas moins de 3 200 maisons de vacances.
Cette géographie particulière entraîne une urbanisation assez décousue. La proximité de Lappeenranta (14 km de centre à centre) ajoute à la confusion. Aucun des 46 villages ne regroupe seul plus de 27 % du total de la population.
Helsinki est distante de 236 km. Les municipalités voisines sont Ruokolahti au nord-est, Joutseno à l'est (au-delà du lac), Lappeenranta au sud, Lemi au sud-ouest, Savitaipale à l'ouest, et enfin Puumala au nord (au-delà du lac, en Savonie du Sud).

## Démographie
Depuis 1980, l'évolution démographique de Taipalsaari est la suivante:
| Année      | 1980  | 1985  | 1990  | 1995  | 2000  | 2005  | 2010  |
| ---------- | ----- | ----- | ----- | ----- | ----- | ----- | ----- |
| population | 3 818 | 4 137 | 4 655 | 4 796 | 4 712 | 4 895 | 4 911 |

| Année      | 2015  | 2020  |
| ---------- | ----- | ----- |
| population | 4 815 | 4 665 |

## Histoire
Si les plus anciennes traces d'habitation, en particulier de la culture de la céramique à peigne, datent de plus de 4 000 ans, les premières sources écrites mentionnent la paroisse de Lappee en 1415.
Taipalsaari n'est alors qu'un petit village, mais devient une paroisse indépendante de Lappee en 1571.
Les siècles suivants voient le village passer des mains russes aux mains suédoises, puis inversement. Pendant ce temps, la région s'enrichit grâce à l'important commerce transitant par le Saimaa.
Aujourd'hui, la municipalité est une banlieue de la capitale régionale Lappeenranta, et a connu une nette croissance de sa population depuis son minimum en 1969 (3 143 habitants). Cette croissance tendant aujourd'hui à ralentir et la population se stabilise légèrement sous le seuil des 5 000 habitants.

## Administration

### Conseil municipal
Les 27 conseillers municipaux sont répartis comme suit:
| Parti     | Parti                              | Sièges 2021–2025 |
| --------- | ---------------------------------- | ---------------- |
|           | Parti social-démocrate de Finlande | 4                |
|           | Parti de la Coalition nationale    | 2                |
|           | Vrais Finlandais                   | 2                |
|           | Ligue verte                        | 1                |
|           | Parti du centre                    | 11               |
|           | Chrétiens-démocrates               | 1                |
|           | Taipalsaari-liikkeen yhteislista   | 6                |
| Sources : |                                    |                  |

### Subdivisions
Les villages de Taipalsaari sont: Ahokkala, Ampujala, Haikkaanlahti, Haikola, Halila, Heikkola, Herttuala, Illukansaari, Jauhiala, Kannus, Karhula, Karhunpää, Kattelussaari, Ketvele, Kilkinsaari, Kilpiänsaari, Kirkonkylä, Kirvesniemi, Kuhala, Kuikkala, Kurenlahti, Kurenniemi, Kurhila, Kutila, Kyläniemi, Laukniemi, Lehtola, Levänen, Liukkola, Merenlahti, Muukkola, Märkälä, Nieminen, Olkkola, Paakkola, Paarmala, Pakkala, Peltoi, Pönniälä, Rehula, Reinikkala, Saikkola, Solkeinkylä, Taipale, Telkkälä, Vainikkala, Viskarila, Vitsai, Vehkataipale

## Lieux et monuments
- Colline fortifiée de Kannus
- Colline fortifiée de Kuivaketvele
- Église de Taipalsaari

## Galerie

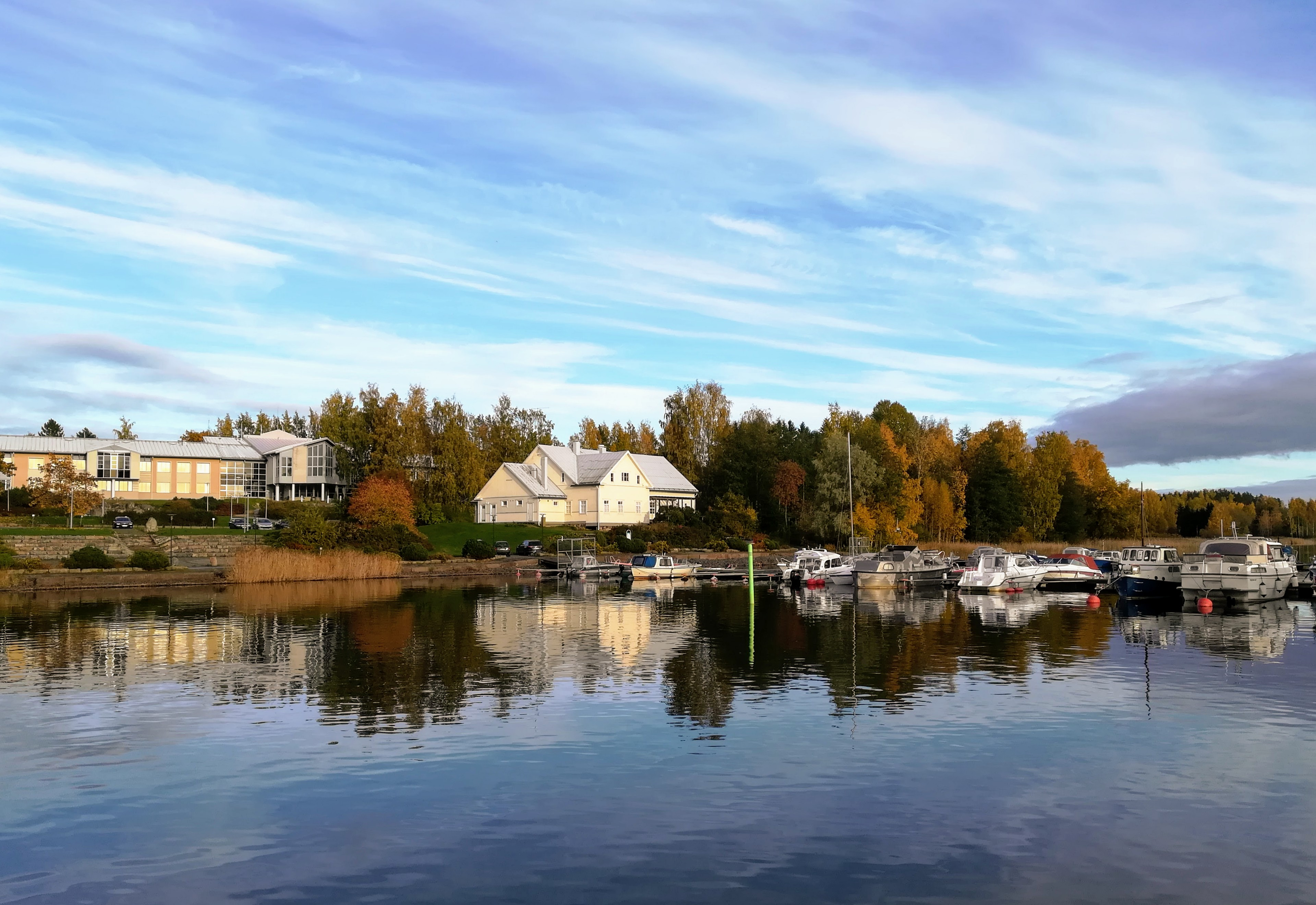
Vue de Taipalsaari.
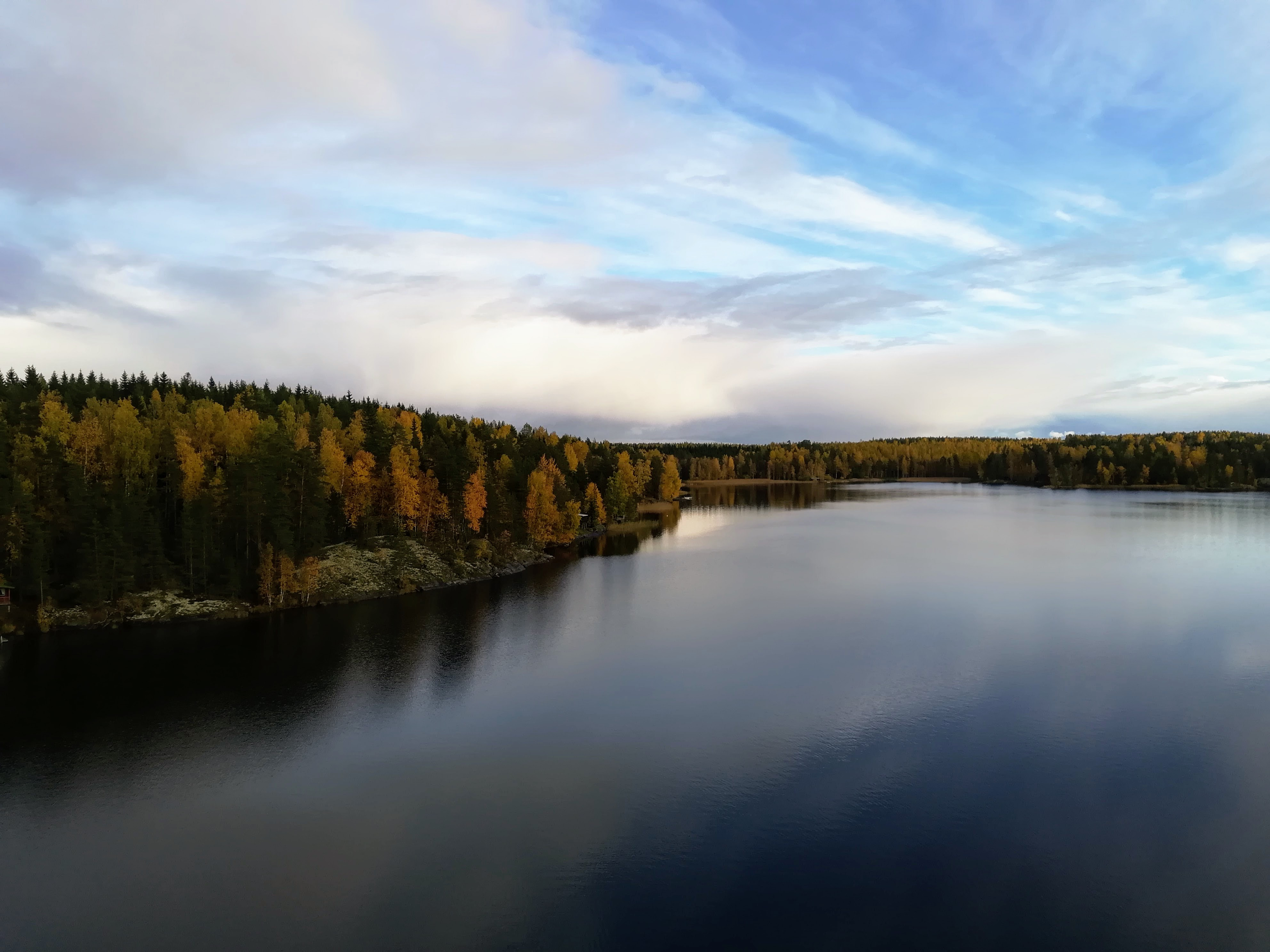
Toijansalmi.
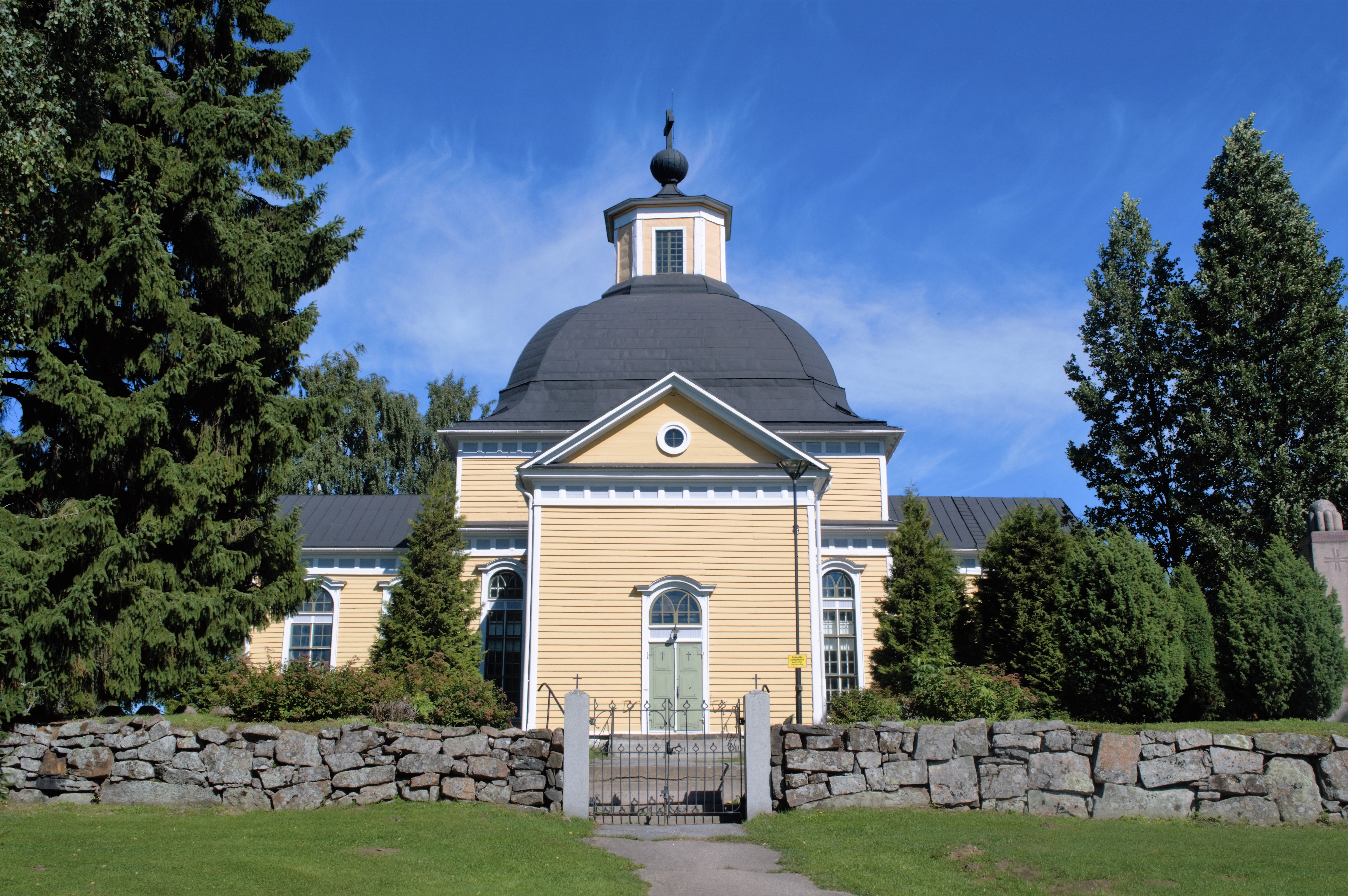
Église de Taipalsaari.
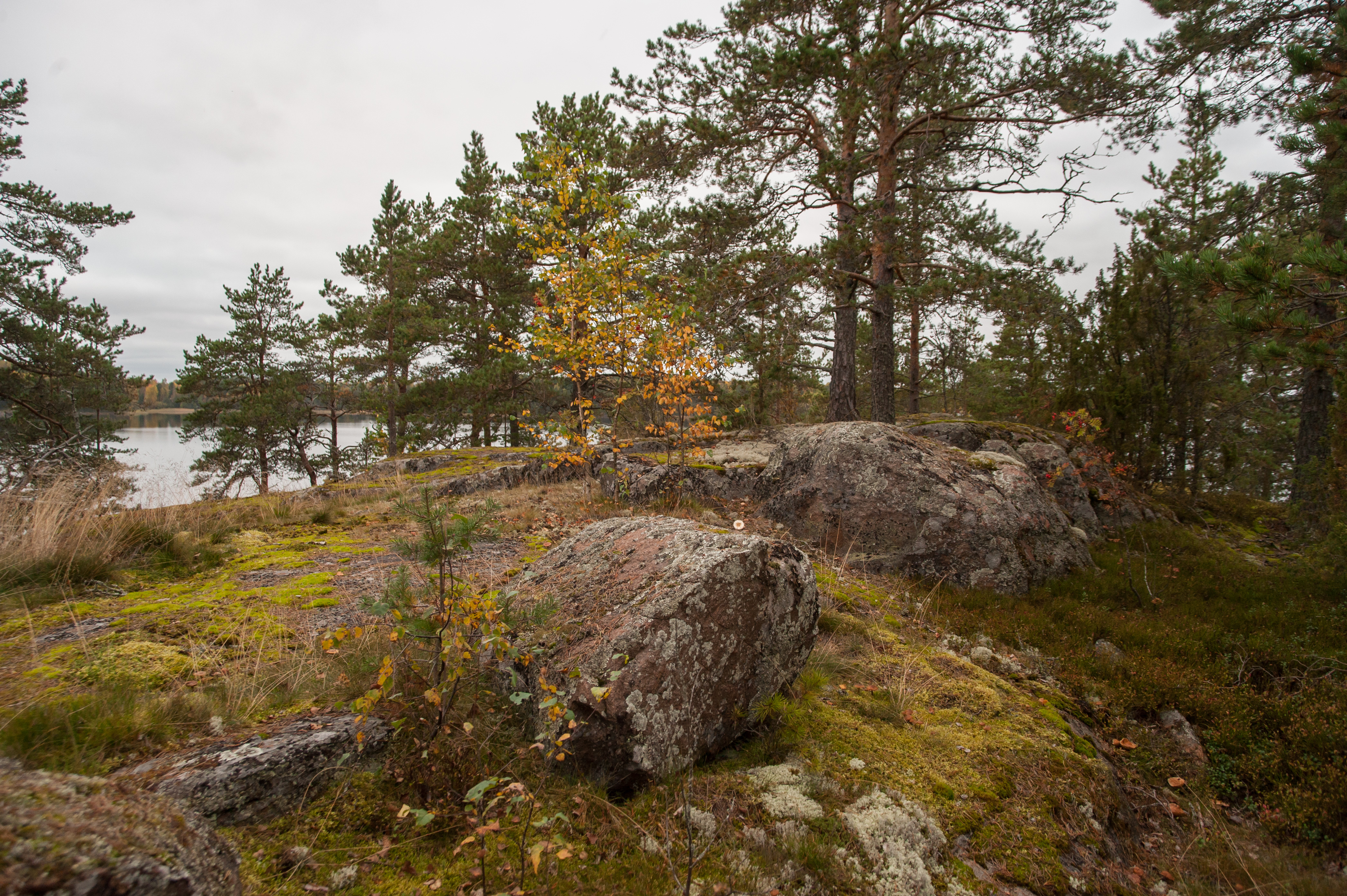
Colline fortifiée de Kuivaketvele.